# Steeple Grange Light Railway
| Ruston-&-Hornsby-Diesellokomotive der Horwich Railway Works (Baujahr 1957, Werks-Nr. 416214) mit NCB-Wagen der Bevercotes Colliery |        |                                |                              |
| Streckenverlauf |        |                                |                              |
| Streckenlänge: | 0,8 km |                                |                              |
| Spurweite: | 457 mm |                                |                              |
| Maximale Neigung: | 37 ‰   |                                |                              |
| |        |                                |                              |
| \| \| \| Cromford and High Peak Railway \| \| \| \| Middleton Top \| \| \| \| Middleton Incline \| \| \| \| Middleton Quarry \| \| \| \| Recreation Ground \| \| \| \| National Stone Centre \| \| \| \| Ravenstor \| \| \| \| Steeple Grange Light Railway \| \| \| \| Steeple House \| \| \| \| Steeplehouse & Wirksworth \| \| \| \| Sheep Pasture Incline \| \| \| \| Cromford and High Peak Railway \| |        |                                |                              |
| Rangierarbeiten |        |                                |                              |
| |        |                                |                              |
| |        | Cromford and High Peak Railway |                              |
| Dienststation / Betriebs- oder Güterbahnhof (Strecke außer Betrieb) |        | Middleton Top                  | Middleton Top                |
| Strecke (außer Betrieb) |        | Middleton Incline              | Middleton Incline            |
| Strecke (außer Betrieb) · Betriebs-/Güterbahnhof Streckenanfang (Strecke außer Betrieb) |        | Middleton Quarry               | Middleton Quarry             |
| Strecke (außer Betrieb) · U-Bahn-Haltepunkt / Haltestelle |        | Recreation Ground              | Recreation Ground            |
| U-Bahn-Haltepunkt / Haltestelle (Strecke außer Betrieb) · U-Bahn-Strecke |        | National Stone Centre          | National Stone Centre        |
| Kopfbahnhof Streckenende und quer · U-Bahn-Strecke (außer Betrieb) · U-Bahn-Strecke |        | Ravenstor                      | Ravenstor                    |
| U-Bahn-Abzweig ehemals geradeaus und von links · U-Bahn-Strecke nach rechts |        | Steeple Grange Light Railway   | Steeple Grange Light Railway |
| U-Bahn-Haltepunkt / Haltestelle |        | Steeple House                  | Steeple House                |
| Dienststation / Betriebs- oder Güterbahnhof (Strecke außer Betrieb) |        | Steeplehouse & Wirksworth      | Steeplehouse & Wirksworth    |
| Strecke (außer Betrieb) |        | Sheep Pasture Incline          | Sheep Pasture Incline        |
| |        | Cromford and High Peak Railway |                              |

Die Steeple Grange Light Railway (SGLR) ist eine 800 Meter lange Schmalspur-Museumseisenbahn mit einer Spurweite von 457 Millimetern (18 Zoll) in Wirksworth in Derbyshire, Großbritannien. Auf ihr fahren Werksbahn-Lokomotiven und Wagen aus britischen Bergwerken, Kiesgruben und Stahlwerken.

## Streckenverlauf
Die Strecke wurde 1985 auf der ehemaligen Killer’s Branch Line von Steeple House Junction an der Cromford and High Peak Railway und der Middleton Quarry in Derbyshire gebaut. Es gibt eine Steilstrecke mit 3,7 Prozent (1:27) Neigung vom hinteren Ende des Lokschuppens bis halbwegs zur Killer’s Branch.

## Lokomotiven
Es gibt zwei einsatzfähige Lokomotiven für Personenzüge, zwei für den Gleisbau und viele, die noch restauriert werden:

### Greenbat
Greenbat ist eine 1,5 t schwere und 5 PS starke Akkulokomotive des Trammer-Typs, die von Greenwood & Batley in Leeds gebaut wurde. Sie hatte eigentlich ein faltbares Führerhaus, so dass sie auch in niedrigen Bergwerksschächten verwendet werden konnte. Sie wurde von einem Stahlwerk bestellt, das ausdrücklich darauf bestand, dass das Führerhaus nicht faltbar sei. Greenbat wurde in verschiedenen Stahlwerken aber nie untertage eingesetzt.

### ZM32Horwich
Horwich ist die einzige noch erhaltene 18-Zoll-Lokomotive von Ruston & Hornsby. Sie wurde von British Railways im Bahnbetriebswerk Horwich in Lancashire eingesetzt und später neben Wren im National Railway Museum in York ausgestellt. Später wurde sie an eine Bananenplantage in Südamerika verkauft. Sie wurde in den Liverpool Docks eingemottet, bis sie vom Gloddfa Ganol Museum in Wales erworben wurde. Dort wurde sie auf 610 Millimeter (2 Fuß) umgespurt und betriebsfähig generalüberholt. Als das Gloddfa Ganol Museum geschlossen wurde, wurde die Lok von einem Mitglied des SGLR-Vereins erworben, mit einer Luftdruckbremse ausgerüstet und wieder auf 18 Zoll umgespurt.

### Hudson
Diese 1988 von der SGLR selbstgebaute Lokomotive ist durchaus ungewöhnlich. Sie wurde aus einem Mannschaftstransportwagen (Manrider) der Ladywash Mine bei Eyam in Derbyshire gebaut. Sie hat einen Villiers-Motor und ein Getriebe von einer Cricket-Pitch-Walze.

### Claytons
Auf der Museumseisenbahn werden drei Clayton-Akkulokomotiven im Privatbesitz eingesetzt: L10 (Werks-Nr. 5431 vom Januar 1968) und L16 Peggy (Werks-Nr. B0109B vom März 1973) sind 1,8 t schwere und 7 PS starke niedrig bauende Lokomotiven. Lady Marjorie ist eine ebenfalls 1,8 t schwere und 7 PS starke Clayton-Lokomotive, deren Barn Roof für den Einsatz in Abwasserrohren mit 4 Fuß (1,22 m) Durchmesser vorgesehen war. Sie hat eine elektronische Thyristor-Geschwindigkeitsregelung anstelle der konventionellen Vorwiderstände.

### Ladywash Mine Nr. 6
Diese 3 t schwere und 10 PS starke Greenwood-&-Batley-Lokomotive wurde von der Ladywash Mine bei Eyam in Derbyshire erworben.

## Weblink
- www.steeplegrange.co.uk